# Deutsche Poolbillard-Meisterschaft 1979
Die Deutsche Poolbillard-Meisterschaft 1979 war die sechste Austragung zur Ermittlung der nationalen Meistertitel der Herren in der Billardvariante Poolbillard. Sie wurde in Geldern ausgetragen.
Es wurden die Deutschen Meister in den Disziplinen 14/1 endlos, 8-Ball und 8-Ball-Pokal ermittelt.

## Medaillengewinner
| Disziplin    | Gold                              | Silber                             | Bronze                                   | 4. Platz                                 |
| ------------ | --------------------------------- | ---------------------------------- | ---------------------------------------- | ---------------------------------------- |
| 14/1 endlos  | Edgar Nickel (BCV Kaiserslautern) | Norbert Spaniol (BC Schwarze Acht) | Waldemar Markert (BC Aschaffenburg)      | Rainer Wolff (1. PBC Frankfurt)          |
| 8-Ball       | Mike Lewis (PBC 73 Iserlohn)      | Klaus Wilms (PBC Iserlohn-Ost)     | Hans-Joachim Ecker (PC Wolf-Zweibrücken) | Dieter Frambach (1. PBC Neuwerk)         |
| 8-Ball-Pokal | Günter Geisen (LW Oberhausen)     | Peter Börgers (1. PBC Oberhausen)  | Adolf Holzmann (PBC Saarbrücken)         | Günter Wilms (Fair-Play Mönchengladbach) |